# Afghanistans håndboldlandshold (herrer)
Afghanistans håndboldlandshold for mænd er det mandlige landshold i håndbold for Afghanistan. De repræsenterer landet i internationale håndboldturneringer. De reguleres af Afghanistans håndboldforbund Holdet blev medlem af det asiatiske håndboldforbund i 2004